# Низова-Шабликіна Софія Матвіївна
Софія Матвіївна Низова́-Шабли́кіна (30 травня 1918, Харків — 17 травня 1993, Харків) — українська художниця; член Харківської організації Спілки радянських художників України з 1954 року.

## Біографія
Народилася 30 травня 1918 року в місті Харкові (нині Україна). Протягом 1934—1938 років навчалася в Орловському художньому училищі; у 1938 році — у Харківському художньому інституті; у 1939—1941 роках — у Ризькій академії мистецтв. Її педагогами були І. Крилов, М. Моревський, Б. Третьяков.
Жила у Харкові в будинку на Московському провулку, № 35, квартира № 10. Померла у Харкові 17 травня 1993 року.

## Творчість
Працювала в галузях станкової графіки і станкового живропису (створювала портрети, тематичні полотна), політичного плаката. Серед робіт:
плакати
- «Ми за мир» (1961);
- «Ленін завжди з нами» (1970);

графіка
- «Мати» (1947, акварель);
- «Відмінник навчання» (1949);
- «Черговий по частині» (1950-ті, папір, акварель);
- «Провідниця вагона» (1950-ті, папір, вугілля, олівець);
- «Колискова» (1954, папір, акварель, білило);
- «Наталочка» (1957);
- «Святковий пиріг» (1961);
- «Добридень, зірки!» (1963);
- серія офортів «Діти» (1967);
- «Весна» (1968);
- «Оленка» (1968);

живопис
- «Ми за мир» (1980, полотно, олія).

Брала участь у республіканських і всесоюзних художніх виставках з 1947 року. Персональні виставки відбулися у Харкові у 1957, 1979, 1989 роках, Сумах у 1982 році, Миколаєві у 1983 році, Краснограді у 1985 році.
Окремі роботи зберігаються у Харківському художньому музеї.